# 고용 및 경쟁력에 관한 대통령 자문위원회
고용 및 경쟁력에 관한 대통령 자문위원회(President’s Council on Jobs and Competitiveness, 원래 이름: President's Economic Recovery Advisory Board)는 기업, 노동, 학문 등의 비정부기관 전문가가 대통령에게 자문하는 역할을 담당한다. 버락 오바마 대통령 행정부가 2009년 2월 6일 설립했다. 관련 보고를 자국 경제 활동 활성화에 대해 작성하는 역할을 담당하며 2008년 11월 16일 오바마 대통령은 연방준비위원회 의장이 경제자문전문가와 함께 요직을 맡을 것이라고 밝혔다.
이 자문위원회는 아이젠하워 대통령이 1956년 창설한 대통령정보자문위원회(President's Foreign Intelligence Advisory Board)의 체계를 따르고 있다. 정보자문위와 같이 오바마 대통령은 정책 수립 및 반영에 있어 편협합을 배제하고자 위원회를 설립했다.그는 새로운 의견과 혁신적인 사고방식이 벽으로 막힌 울림방에서 머무르기만 하다보니 워싱턴 실무자들이 실제 기본적으로 운용되는 프로그램에 대해서는 제대로 인식하지 못하는 측면이 있다고 말한 바 있다.
언론에 공개된 바에 따르면 자문위원회는 2년 동안 활동하며 필요성에 따라 그 존립 여부가 결정될 것이라고 한다.